# DeKalb megye (Indiana)
DeKalb megye az Amerikai Egyesült Államokban, azon belül Indiana államban található. Megyeszékhelye és legnagyobb városa Auburn. Lakosainak száma 43 265 fő (2020. április 1.).

## Szomszédos megyék
- LaGrange megye (északnyugat)
- Steuben megye (észak)
- Williams megye (északkelet)
- Defiance megye (délkelet)
- Allen megye (dél)
- Noble megye (nyugat)

## Népesség
A megye népességének változása:
| Lakosok száma | 42 256 | 42 401 | 42 246 | 42 307 | 42 589 | 43 265 |
|               | 2010   | 2011   | 2012   | 2013   | 2015   | 2020   |